# Laken Tomlinson
Laken Tomlinson (New Britain, 26 settembre 1992) è un giocatore di football americano giamaicano che milita nel ruolo di offensive guard per i Seattle Seahawks della National Football League (NFL).

## Carriera universitaria
Tomlinson al college giocò a football alla Duke University dal 2011 al 2014. Si impose come titolare già nella sua prima stagione e terminò la sua esperienza nel college football con 52 presenze come partente. Nell'ultimo anno fu premiato come All-American dalla Walter Camp Football Foundation (WCFF).

## Carriera professionistica

### Detroit Lions
Considerato una delle migliori guardie selezionabili nel Draft NFL 2015, il 30 aprile Tomlinson fu scelto come 28º assoluto dai Detroit Lions. Debuttò come professionista partendo come titolare nella gara del primo turno contro i San Diego Chargers. La sua stagione da rookie si concluse disputando tutte le 16 partite, di cui 14 come titolare.

### San Francisco 49ers
Il 31 agosto 2017, Tomlinson fu scambiato con i San Francisco 49ers per una scelta del quinto giro del draft 2019. Il 2 febbraio 2020 partì come titolare nel Super Bowl LIV ma i 49ers furono sconfitti per 31-20 dai Kansas City Chiefs. Nel 2021 fu convocato per il suo primo Pro Bowl al posto dell'infortunato Brandon Scherff.

### New York Jets
Il 14 marzo 2022 Tomlinson firmò un contratto triennale del valore di 40 milioni di dollari con i New York Jets.

### Seattle Seahawks
Il 13 aprile 2024 Tomlinson firmó con i Seattle Seahawks.

## Palmarès

### Franchigia
- National Football Conference Championship: 1

San Francisco 49ers: 2019

### Individuale
- Convocazioni al Pro Bowl: 1

2021